# Robert Christian Schmidt
Robert Christian Schmidt ist ein deutscher Wirtschaftswissenschaftler.

## Leben
2003 erwarb er den M.Sc. in Wirtschaftswissenschaften am University College London. 2008 legte die Promotion (Gutachter: Ulrich Kamecke und Roland Strausz) in Wirtschaftswissenschaften an der Humboldt-Universität zu Berlin ab. Nach der Habilitation 2015 an der Humboldt-Universität zu Berlin war er von 2016 bis 2017 Interimsprofessor an der Universität zu Köln. 2017 war er Heisenberg-Stipendiat (gefördert von der DFG). Von 2017 bis 2018 lehrte er als Professor am Lehrstuhl für Volkswirtschaftslehre, insbesondere Ressourcen- und Energiewirtschaft, Universität Kaiserslautern. Seit 2018 lehrt er als Professor am Lehrstuhl für Volkswirtschaftslehre, insbesondere Mikroökonomie, an der FernUniversität Hagen.
Seine Forschungsinteressen sind angewandte Mikroökonomie; Interessengebiete: Klimawandelökonomie, politische Ökonomie; B. eine spieltheoretische Analyse der internationalen Klimakooperation, der Besteuerung von Kohlenstoff, der Regulierung von Umweltanreizen, der Verlagerung von Kohlenstoff, des technologischen Wandels, der strategischen Umweltpolitik, des Wahlkampfs und der Klimapolitik.

## Schriften (Auswahl)
- Competition in markets with demand rigidity. Berlin 2008.